# Lo-Fi

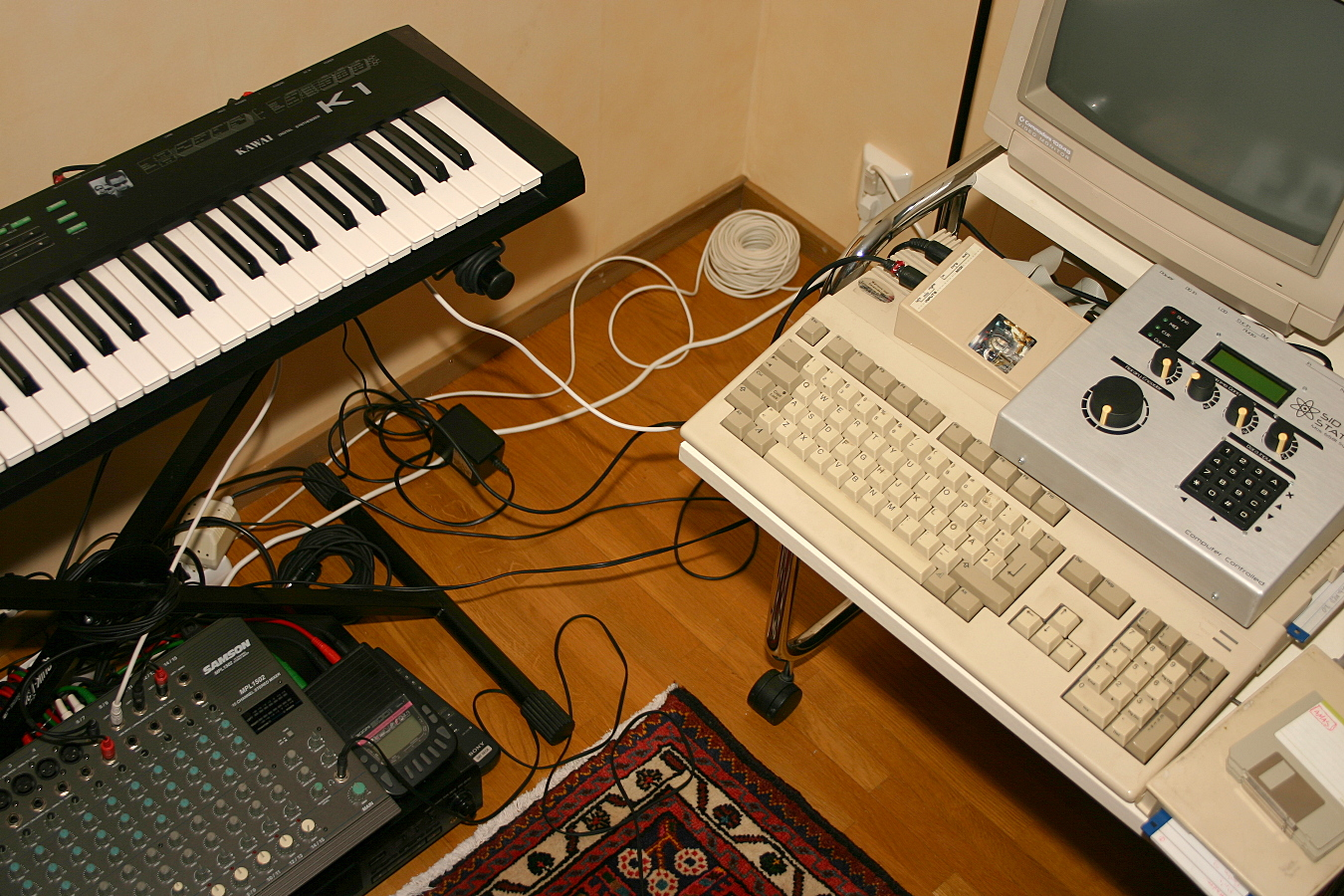
lofi 음악을 만드는 1980년대의 기계

Lo-Fi는 일반적으로 녹음이나 공연의 불완전성으로 간주되는 요소가 때로는 의도적인 감성적인 선택으로 음악 또는 음악 품질이다. 음질과 음악 제작의 기준은 수십 년 동안 진화해 왔으며, 이는 Lo-Fi의 일부 오래된 예가 원래 그렇게 인식되지 않았을 수도 있다는 것을 의미한다.
Lo-Fi는 1980년대 미국에서 Hi-Fi(하이파이) 음악의 반대 개념으로 등장했으며, DIY 음악이라고도 불리는 1990년대 대중 음악의 스타일로 인정받기 시작했다. Lo-Fi의 감성은 실제로 오보 또는 음운 결함(테이프 잡음 등)과 같은 전문적인 맥락에서 바람직하지 않은 요소로 간주되는 요소를 포함시킴으로써 정의된다.

## 같이 보기
- 클라우드 랩
- 노이즈 팝
- 노이즈 감소
- 노이즈 록
- 스키플